# Спляча красуня (фільм, 1930)
«Спляча красуня» — радянський чорно-білий німий художній фільм режисерів Георгія та Сергія Васильєвих, знятий в 1930 році. Вийшов на екрани 21 жовтня 1930 року. Фільм зберігся частково.

## Сюжет
Напередодні Великої Жовтневої революції в театрі йде вистава «Спляча красуня». Більшовики Ребров і Георгій, що пробралися в ложу, розкидають у театрі листівки. Костюмерка Віра і прибиральниця допомагають їм. Революціонерам щастить сховатися від поліції. Час громадянської війни. У тому самому театрі проходить губернський з'їзд Рад під головуванням Реброва. Приходить звістка, що білогвардійці прорвали оборону. Учасники засідання просто з театру йдуть воювати. З нагоди здобуття міста білогвардійцями в театрі дають оперу. Тут же в театрі «білі» влаштовують суд і розправу над більшовиками. Схоплений білими Георгій у цей час чекає страти. Раптово театр захоплює партизанський загін «зелених». Звільнений Георгій закликає партизан перейти на бік «червоних». Його вбиває бандит. На сцені з'являється Віра. Вона бере з рук Георгія листівки. Внаслідок її агітації партизани переходять на бік червоних і відправляються на фронт під проводом Реброва. Через багато років у тому ж театрі проходить з'їзд Рад. Після засідання на сцені театру показують «Сплячу красуню». Молодь зустрічає спектакль протестом. Вона вимагає нового мистецтва, гідного революції.

## У ролях
- Касим Мухутдінов —  Ребров, робітник
- Варвара М'ясникова —  Віра
- Микола Симонов —  ватажок «зелених»
- Яків Гудкін —  «зеленівець»
- К. Ігнатов —  губернатор, потім білогвардійський генерал
- П. Вікторов —  Померанцев, ротмістр
- Олена Дейнеко —  Тетяна, співачка
- Петро Пирогов —  селянин
- Еміль Галь —  сищик
- Арнольд Арнольд —  диригент
- Олексій Алексєєв —  Георгій

## Знімальна група
- Сценаристи — Григорій Александров, Георгій Васильєв, Сергій Васильєв
- Режисери — Георгій Васильєв, Сергій Васильєв
- Оператор — Євген Шнейдер
- Художник — Ісаак Махліс